# ایر والی
ایر والی (به انگلیسی: Air Vallée) یک شرکت هواپیمایی با کد یاتا VK است که در تاریخ ۱ ژوئن ۱۹۸۷ میلادی تأسیس شده است. دفتر مرکزی ایر والی در جنوا، لیگوریا، ایتالیا واقع شده‌است و قطب این شرکت هواپیمایی در فرودگاه کریستف کلمب جنوا قرار دارد.